# IDEOS
IDEOS（イデオス）は、ファーウェイが開発したW-CDMA及びGSM通信方式に対応するAndroidをOSに搭載したスマートフォン。
日本では2010年12月25日、日本通信からBM-SW（通称:IDEOS）として発売。

## 概要
先進国の富裕層をはじめとしてスマートフォンが世界中に普及する中、iPhoneなどの高級端末に手が届かない中低所得層を取り込むべく、想定販売価格100～200ドルの安価なエントリースマートフォンというコンセプトの下に開発された。
安価な中国製スマートフォンにおいては、メーカーがGoogleと提携を結んでいないためAndroid Market(現Google Play)が使えなかったり、GPS機能を削って安価に製造することもあるが、IDEOSはAndroid 2.2の標準機能を余すところなく利用できるよう設計されている。ただし、SoC上の制限からFlash対応は見送られた。形状は卵型に近く、4色の背面カバーが付属するなどカジュアル性も持ち合わせている。
アジア、ヨーロッパ、アメリカなど世界中で発売することから、販売する国や携帯電話事業者に合わせ、900/1700MHz(Band IX)に対応するU8150-92、900MHz/AWS(Band IV)に対応するU8150-A、800/850/1700(Band IX)/1900MHzまで対応するU8150-B、900MHz対応のU8150-Dなどの仕様が存在する。GSMクアッドバンドとUMTS 2100MHz対応は共通である。
日本国内では、日本通信とTikiTikiインターネット（Tikiモバイル）がU8150-Bをベースにした「IDEOS」を販売しているほか、イー・モバイル向けに開発されたU8150-92がS31HW(通称:Pocket WiFi S)として販売されている。ドイツ、ヨーロッパ、北米では、T-モバイルがU8150-Aを「COMET」の名で販売している。
国外仕様品は想定販売価格通りであれば8千円程度からと安価に入手可能で、日本通信やイー・モバイルといった国内事業者が採用した実績から、輸入品が多く出回った。ただし、そうした端末のほとんどに技適マークがなく、国際ローミングでの利用を除いては日本国内での使用が認められていない。関連する規定や罰則などは、電気通信事業法および電波法を参照。また、技適マークがあっても、通信機能に変更を加えると違法改造となる。

### 日本通信版
「おこづかいで持てるスマートフォン」として、当時、bマーケット価格26,800円（税込）で発売された。回線契約なしに単品購入が可能（型番:BM-SW）。テザリング機能も利用可能で、NTTドコモのFOMAネットワークへの対応を謳っている。ファームウェアレベルで日本向けカスタマイズが加えられており、FOMAプラスエリアに対応しているほか、日本語フォントが追加されている。上り5.7MbpsのHSUPAには非対応のため、上り最大速度はW-CDMAの384kbpsとなる。
10日間使用可能なb-mobileSIM U300 for IDEOSが試供品として付属するBM-SWU300のほか、1GB定額SIM2枚が付属するBM-SWFRM-2GB（IDEOSスマートWiFiパッケージ）、Fairが付属するBM-SWFR-1GB（IDEOS + Fair）などの製品が発売された。また、イオンの携帯売り場ではBM-SW単体でも販売している。
2012年8月現在、 200日利用可能なb-mobileSIM U300付きで価格19,800円で販売されている。
IDEOS専用の050IP電話サービス「モバイルIPフォン」も用意されており、低速なデータ通信専用契約でも3Gネットワークを通じた通話が可能。

#### 技適騒動
日本通信のIDEOS(BM-SW)は、中国・ファーウェイ本社がIDEOS(U8150-B)をベースとして日本向けにカスタマイズし、ファーウェイ・ジャパンが取得した技適マークを貼り付け、香港から英eXpansys社が輸入したものを販売している。
ところが、ファーウェイ・ジャパンと独占販売契約を結びS31HW(Pocket WiFi S)を販売するイー・モバイルは、並行輸入のBM-SWは技術適合証明の無効な不法な端末だとして、日本通信に対して端末の販売中止を要請。最終的に争いは総務省に持ち込まれたが、BM-SWに電波法上の問題は認められず、独占禁止法により並行輸入の自由も保障されていることから、BM-SWは現在も販売が続けられている。